# Ende der Schonzeit

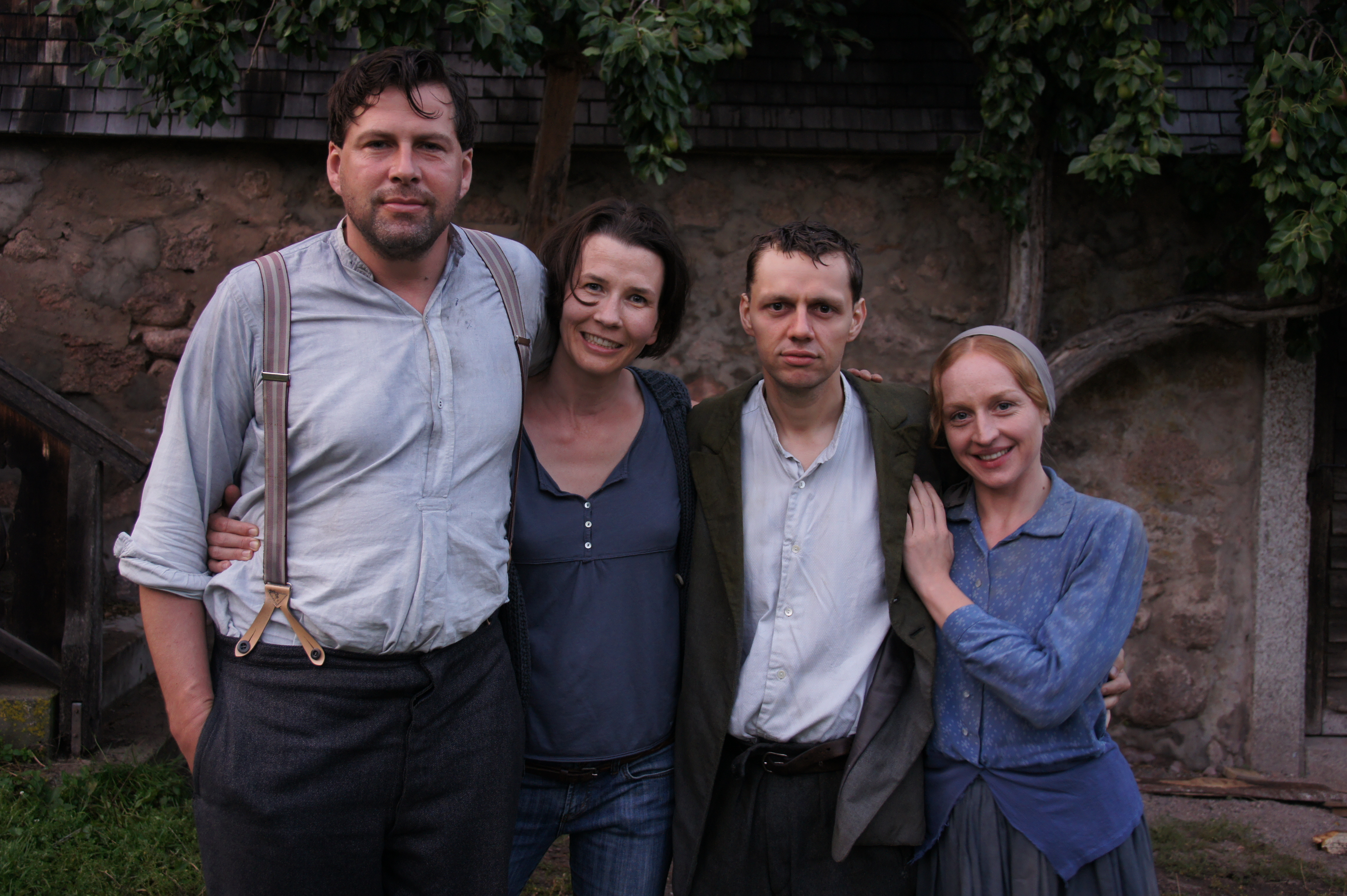
Darsteller und Regisseurin des Films: Hans-Jochen Wagner, Franziska Schlotterer, Christian Friedel und Brigitte Hobmeier (Juli 2011)

Ende der Schonzeit ist ein Spielfilm der Regisseurin Franziska Schlotterer nach einem Drehbuch von Gwendolyn Bellmann und Franziska Schlotterer aus dem Jahr 2012. Die Handlung des Films ist im Jahr 1942 im Schwarzwald angesiedelt.  Die Eheleute Fritz und Emma verstecken den jüdischen Flüchtling Albert auf ihrem abgelegenen Bauernhof. Da die Ehe des Paares aufgrund der Impotenz des Mannes bislang kinderlos geblieben ist, bittet Fritz Albert, mit seiner Frau zu schlafen und an seiner Stelle ein Kind zu zeugen.
Seine Uraufführung erlebte Ende der Schonzeit am 1. Juli 2012 auf dem Filmfest München. Kinostart war am 14. Februar 2013.

## Handlung
Bruno, ein eigenbrötlerischer Student, reist 1970 von Deutschland nach Israel in einen abgelegenen Kibbuz, um dort nach seinem leiblichen Vater zu suchen. Er hat einen Brief seiner verstorbenen Mutter im Gepäck, den er seinem Vater übergeben soll. Aber der Holocaust-Überlebende Avi weist Bruno brüsk ab. Er will nicht, dass der junge Deutsche ihn und seine Familie mit der Vergangenheit behelligt. Nur mit großer Beharrlichkeit bringt Bruno Avi dazu, sein Schweigen zu brechen und sich zu erinnern.
Im Jahr 1942 befindet sich der junge Avi, damals Albert, auf der Flucht vor den Nazis. Bei dem missglückten Versuch, sich über die scharf bewachte Grenze vom Schwarzwald in die Schweiz zu retten, wird er von dem Bauern Fritz aufgelesen. Dieser versteckt den Juden gegen den Willen seiner Frau Emma in der Scheune des abgelegenen Hofes. Als Gegenleistung hilft Albert bei den Stallarbeiten mit. Das Ansehen des Bauern im Dorf leidet darunter, dass seine Ehe bislang kinderlos geblieben ist. In seiner Verzweiflung bittet Fritz Albert, mit seiner Frau zu schlafen und an seiner Stelle ein Kind zu zeugen. Albert fühlt sich dem Bauer gegenüber in der Pflicht und willigt deshalb nach kurzem Zögern ein. Auch der Bäuerin bleibt nicht wirklich eine Wahl.
So kommt es zum Akt zwischen Albert und Emma, die dabei sich selbst und ihre Sexualität als etwas völlig Neues erfährt und regelrecht erblüht. Emma verspürt immer größeres sexuelles Verlangen, und nach und nach entwickelt sich eine Zuneigung zu Albert; ihre Schwangerschaft behält sie deshalb zunächst für sich. Albert ist in der Zwickmühle; einerseits fühlt er sich von Emmas Körperlichkeit bedrängt, andererseits von der immer stärker werdenden Eifersucht des Bauern bedroht. Auch Fritz entgeht Emmas Veränderung nicht; verzweifelt kämpft er darum, Herr der Lage zu bleiben. Erst als sie es nicht mehr verheimlichen kann, gesteht Emma, dass sie schwanger ist. Fritzens Freude hält nur kurz an, da ihm schnell klar wird, dass Emma ihn hintergangen hat und schon länger um ihre Schwangerschaft weiß. Fritz gerät in Rage und will Albert vom Hof jagen, doch Emma droht Fritz, allen zu sagen, dass nicht er der Vater ihres Kindes ist. Voller Hass geht Fritz ins Wirtshaus, wo schon der ganze Stammtisch darauf wartet, mit ihm auf seine Vaterschaft anzustoßen. Emma will die Gelegenheit nutzen, um noch einmal mit Albert zu schlafen. Albert jedoch hat Angst und stößt sie zurück. Am nächsten Morgen wird er von der Gestapo abgeholt.
Albert überlebt das KZ Auschwitz und steht 1945 vor der Tür der völlig erschrockenen Bauersleute. Er erfährt, dass Emma das Kind nach seiner Verhaftung verloren habe. Albert quält die Frage, wer ihn verraten hat. Emma und Fritz weisen alle Schuld von sich, verstricken sich aber in Widersprüche. Da wird ihm klar, dass beide lügen. Nur weil draußen ein heftiger Sturm tobt, bleibt er über Nacht. Mitten in der Nacht schleicht sich Emma in Alberts Zimmer. Albert erträgt ihre Nähe nicht. Als sie sich partout nicht abwimmeln lässt, packt er sie plötzlich wie von Sinnen und nimmt sie. Nichts ist mehr übrig von dem zärtlichen Liebhaber von einst. Er ist brutal und rücksichtslos. Emma lässt es stillschweigend geschehen. In dieser Nacht wird Bruno gezeugt. Als Albert morgens den Hof, an Fritz wortlos vorbeigehend, verlässt, nimmt sich Fritz mit seinem Jagdgewehr das Leben.
Bruno ist von seiner Entstehungsgeschichte tief ergriffen. Avi und Bruno lesen nun gemeinsam Emmas Brief. Darin gesteht Emma, dass sie es war, die Albert in ihrem verletzten Stolz angezeigt hat. Bruno kann nur schwer fassen, dass seine Mutter, die sich für ihn aufgeopfert hat, solche Schuld auf sich geladen hat. Avi steht Bruno in seinem Schmerz bei. Avi hat zum ersten Mal über seine Vergangenheit sprechen können. Dies hilft ihm, einen neuen Umgang mit seinem Trauma zu finden. Für Bruno hat die Auseinandersetzung mit dem schweren Erbe seiner Mutter, neben allem Schrecken, auch etwas Befreiendes.

## Produktion und Hintergründe
Der Film entstand als deutsch-Israelische Koproduktion. Gedreht wurde hauptsächlich auf dem Windberghof in St. Blasien im Schwarzwald und im Kibbuz Ruchama (רוחמה) in der Nähe von Be’er Scheva.
Die im Film zu sehende Band ist das Trio Bostanjoglo aus Vöhrenbach im Schwarzwald-Baar-Kreis.
Gefördert wurde der Film von der Medien- und Filmgesellschaft Baden-Württemberg, dem Deutschen Filmförderfonds, dem Beauftragten der Bundesregierung für Kultur und Medien und dem Israel Film Fund.
Der Film erschien am 27. September 2013 in Deutschland auf DVD. Die Free-TV-Premiere erfolgte am 4. Mai 2015 auf EinsPlus.

## Franziska Schlotterer über den Film
„Ende der Schonzeit handelt von den Auswirkungen politischer und gesellschaftlicher Machtstrukturen auf die Moral des Einzelnen. Der Film thematisiert, inwiefern ungleiche Machtverhältnisse und Abhängigkeiten einen Menschen, der eigentlich eine klare Vorstellung von Gut und Böse hat, korrumpierbar machen können. Sind wir — wenn es uns opportun erscheint — alle in der Lage unser Gewissen auszublenden, sobald die Gesellschaft um uns herum unser Fehlverhalten nicht ahndet? Und wohin führt das?“

## Rezensionen
Hans-Jörg Rother beschreibt den Film in der Frankfurter Allgemeinen Zeitung als Geschichte, die den Zuschauer „von Anfang bis Ende in ihren Bann [zieht]“. Die Darsteller erfüllten die Figuren „überzeugend mit Leben“. Rother sieht eine Nähe zum Dokumentarfilm, welcher bislang das Einsatzgebiet der Regisseurin war: „Schlotterer inszeniert kurze, prägnante Szenen, bei denen kein Kamerablick fehlgeht und kein Dialogwort künstlich klingt.“ Das Stück sei „mit ethnografischer Genauigkeit in die Zeit und die Landschaft gestellt“.

## Auszeichnungen
- 2012: Lüdia (Hauptpreis des Kinofestes Lünen)[3]
- 2012: Best Actress Award für Brigitte Hobmeier, World Film Festival, Montreal
- 2012: Preis der Ökumenischen Jury, World Film Festival, Montreal
- 2013: Besondere Auszeichnung für die Kameraarbeit von Bernd Fischer, Festival des deutschen Films, Ludwigshafen am Rhein[5]
- 2013: 2. Preis, Best International First Feature, Galway Film Fledh[6]
- 2014: Bayerischer Filmpreis 2013: Beste Darstellerin für Brigitte Hobmeier[7][8]

## Festivalteilnahmen

### Deutschland
- Internationale Filmfestspiele Berlin (Berlinale): German Cinema
- Deutscher Filmpreis 2013: Auswahl
- Biberacher Filmfestspiele
- Festival des deutschen Films in Ludwigshafen am Rhein
- Kinofest-Lünen
- Filmfest München
- Filmfestival Max Ophüls Preis, Saarbrücken

### Europa
- Bozner Filmtage
- Plus Camerimage Bydgoszcz: Official Selection
- Espoo Ciné International Film Festival, Finnland
- Galway Film Fleadh, Irland
- Festival des deutschen Films Madrid

### Amerika
- Atlanta Jewish Film Festival
- Festival des deutschen Films Buenos Aires
- Festival du Monde Montreal
- San Diego Jewish Film Festival
- San Francisco Jewish Film Festival
- Toronto Jewish Film Festival

### Sonstige
- Haifa International Filmfestival: Official Selection
- Internationales Filmfestival Shanghai
- Jewish Filmfestival Melbourne, Sydney